# Daniel Hanslik
Daniel Hanslik (Bad Hersfeld, 6 ottobre 1996) è un calciatore tedesco, attaccante del Kaiserslautern.

## Carriera
Ha iniziato a giocare in una prima squadra segnando 9 reti in 30 presenze nella sesta divisione tedesca con il Bad Hersfeld, nella stagione 2015-2016; successivamente nella stagione 2016-2017 ha realizzato 22 reti in 31 presenze in Oberliga, la quinta divisione tedesca, con la maglia dello Steinbach. Nell'estate del 2017 è stato ingaggiato dal Wolfsburg, club della prima divisione tedesca, che lo ha assegnato alla propria squadra riserve in Regionalliga (quarta divisione), dove nell'arco di due stagioni ha realizzato in totale 30 reti in 52 incontri di campionato disputati. Nell'estate del 2019 è stato tesserato dall'Holstein Kiel, club della seconda divisione tedesca, ed il successivo 1º settembre ha debuttato con la nuova maglia nell'incontro di 2. Bundesliga pareggiato 1-1 contro l'Erzgebirge Aue.
Nel gennaio del 2020, senza aver giocato ulteriori partite con l'Holsten Kiel (fatto salvo per 3 presenze in quinta divisione con la squadra riserve del cliub), è stato ceduto in prestito all'Hansa Rostock in 3. Liga, dove ha realizzato 3 reti in 17 incontri. Il 5 ottobre dello stesso anno è stato invece ceduto in prestito al Kaiserslautern, in terza divisione, ed al termine della stagione dopo aver messo a segno 7 reti in 27 partite di campionato è stato acquistato a titolo definitivo. Nella stagione successiva si è confermato fra i titolari nell'attacco dei biancorossi, ed il 24 maggio ha sbloccato la gara di ritorno dei play-off contro la Dinamo Dresda, poi terminata 2-0, che ha consentito al club di tornare in 2. Bundesliga, categoria nella quale tra il 2022 ed il 2024 ha totalizzato complessivamente 7 reti in 51 presenze; rimane in rosa anche nella stagione 2024-2025, sempre disputata in seconda divisione, nella quale torna a giocare stabilmente da titolare come negli anni in terza divisione.

## Statistiche

### Presenze e reti nei club
Statistiche aggiornate al 25 aprile 2025.
| Stagione              | Squadra               | Campionato            | Campionato | Campionato | Coppe nazionali | Coppe nazionali | Coppe nazionali | Coppe continentali | Coppe continentali | Coppe continentali | Altre coppe | Altre coppe | Altre coppe | Totale | Totale | Totale |
| Stagione              | Squadra               | Comp                  | Pres       | Reti       | Comp            | Pres            | Reti            | Comp               | Pres               | Reti               | Comp        | Pres        | Reti        | Pres   | Reti   |        |
| --------------------- | --------------------- | --------------------- | ---------- | ---------- | --------------- | --------------- | --------------- | ------------------ | ------------------ | ------------------ | ----------- | ----------- | ----------- | ------ | ------ | ------ |
| 2015-2016             | Bad Hersfeld          | VL                    | 30         | 9          | -               | -               | -               | -                  | -                  | -                  | HP          | 1           | 0           | 31     | 9      |        |
| 2016-2017             | Steinbach             | OL                    | 31         | 22         | -               | -               | -               | -                  | -                  | -                  | HP          | 2           | 2           | 33     | 24     |        |
| 2017-2018             | Wolfsburg II          | RL                    | 21         | 8          | -               | -               | -               | -                  | -                  | -                  | -           | -           | -           | 21     | 8      |        |
| 2018-2019             | Wolfsburg II          | RL                    | 31         | 22         | -               | -               | -               | -                  | -                  | -                  | -           | -           | -           | 31     | 22     |        |
| Totale Wolfsburg II   | Totale Wolfsburg II   | Totale Wolfsburg II   | 52         | 30         |                 | -               | -               |                    | -                  | -                  |             | -           | -           | 52     | 30     |        |
| 2019-gen. 2020        | Holstein Kiel II      | RL                    | 3          | 0          | -               | -               | -               | -                  | -                  | -                  | -           | -           | -           | 3      | 0      |        |
| 2019-gen. 2020        | Holstein Kiel         | 2L                    | 1          | 0          | CG              | 1               | 0               | -                  | -                  | -                  | -           | -           | -           | 2      | 0      |        |
| gen.-giu. 2020        | Hansa Rostock         | 3L                    | 17         | 3          | CG              | 0               | 0               | -                  | -                  | -                  | MVP         | 1           | 0           | 18     | 3      |        |
| 2020-2021             | Kaiserslautern        | 3L                    | 27         | 7          | CG              | 0               | 0               | -                  | -                  | -                  | SP          | 1           | 1           | 28     | 8      |        |
| 2021-2022             | Kaiserslautern        | 3L                    | 35+2       | 5+1        | CG              | 1               | 0               | -                  | -                  | -                  | SP          | 1           | 0           | 39     | 6      |        |
| 2022-2023             | Kaiserslautern        | 2L                    | 27         | 3          | CG              | 1               | 0               | -                  | -                  | -                  | -           | -           | -           | 28     | 3      |        |
| 2023-2024             | Kaiserslautern        | 2L                    | 24         | 4          | CG              | 4               | 0               | -                  | -                  | -                  | -           | -           | -           | 28     | 4      |        |
| 2024-2025             | Kaiserslautern        | 2L                    | 28         | 7          | CG              | 2               | 0               | -                  | -                  | -                  | -           | -           | -           | 30     | 7      |        |
| Totale Kaiserslautern | Totale Kaiserslautern | Totale Kaiserslautern | 143        | 27         |                 | 8               | 0               |                    | -                  | -                  |             | 2           | 1           | 153    | 28     |        |
| Totale carriera       | Totale carriera       | Totale carriera       | 277        | 91         |                 | 9               | 0               |                    | -                  | -                  |             | 6           | 3           | 292    | 94     |        |

## Palmarès

### Club

#### Competizioni nazionali
- Regionalliga: 1

Monaco 1860: 2018-2019 (Nord)

#### Competizioni regionali
- Mecklenburg-Vorpommern-Pokal: 1

Holstein Kiel: 2019-2020

### Individuale
- Capocannoniere della Regionalliga: 1

2018-2019 (22 reti)